# گل‌کوب سینه‌خونی
گل‌کوب سینه‌خونی (نام علمی: Dicaeum sanguinolentum) نام یک گونه از سرده گل‌کوب‌های اصلی است.